# Biakdvärguv
Biakdvärguv (Otus beccarii) är en fågel i familjen ugglor inom ordningen ugglefåglar. Den förekommer endast i skogsområden på ön Biak utanför nordvästra Nya Guinea. IUCN kategoriserar den som nära hotad.

## Utseende och läten
Biakdvärguven är en 25 cm lång gulbrun uggla med korta och oansenliga örontofsar. Ansiktsskivan och ögonbrynen är rätt tydligt vitaktiga. Ovansidan är brun och tätt bandad med lite vitt på skapularerna. Undersidan är brun eller djupt roströd (två olika färgmorfer eller könsskillnad) med mycket tät och fin bandning. Lätet tros vara ett hårt kväkande ljud, på närhåll raspigt men på håll mer likt ett skall från en hjort.

## Utbredning och systematik
Fågeln förekommer på ön Biak (utanför nordvästra Nya Guinea). Den behandlas som monotypisk, det vill säga att den inte delas in i några underarter.

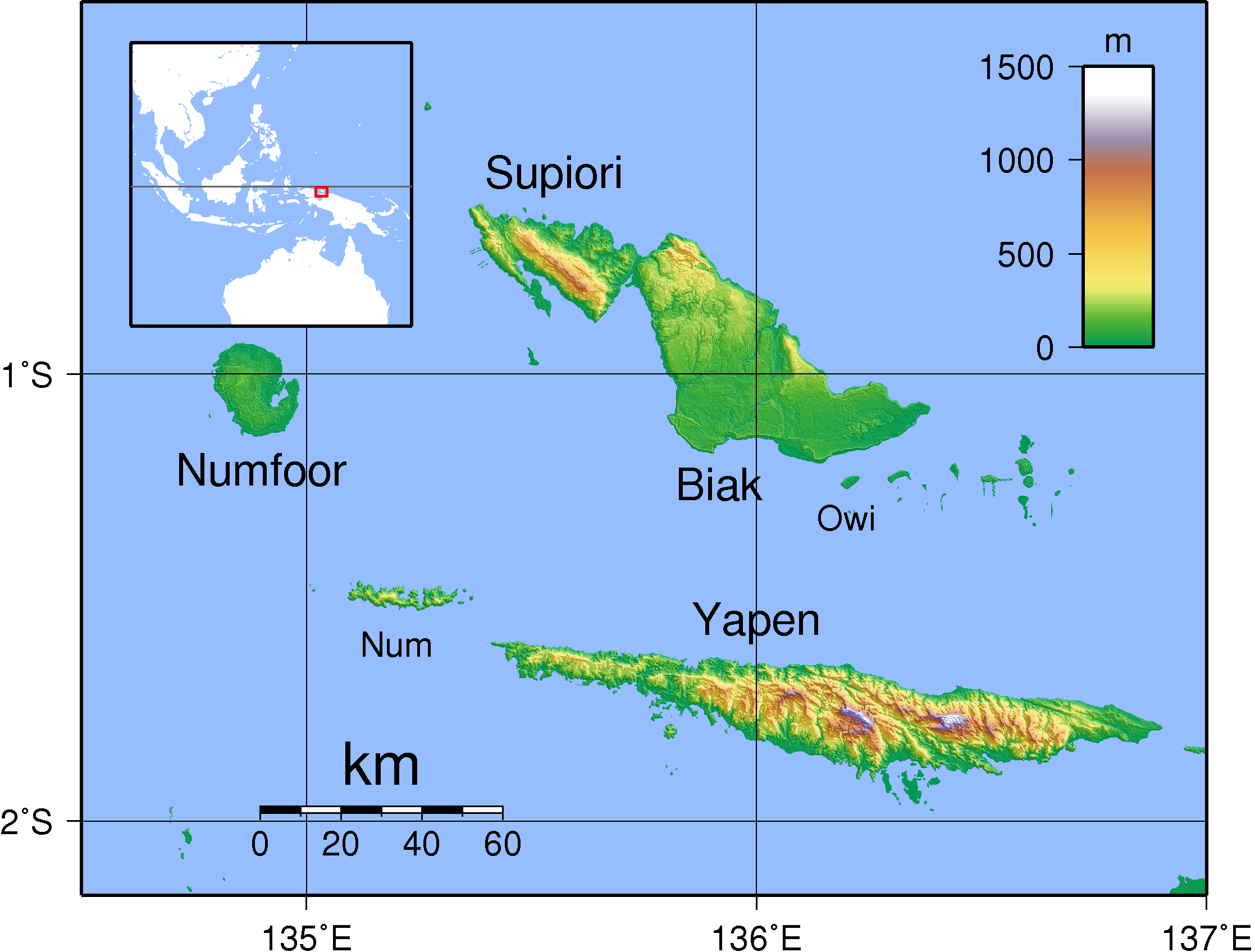
Biak med närliggande öar.

## Levnadssätt
Arten är skogslevande, framför allt i delvis avverkad skog, upp till åtminstone 300 meters höjd. Den kan också ses i kustnära sumpskogar kantade av kraftigt beskogade kalkstensklippor. Födan är dåligt känd, men består av insekter, spindlar och möjligen små ryggradslösa djur. Den sägs häcka i trädhål.

## Status och hot
Biakdvärguven har ett litet utbredningsområde och tros minska i antal, dock inte tillräckligt kraftigt för att den ska betraktas som hotad. Internationella naturvårdsunionen IUCN listar arten som nära hotad (NT). Beståndet uppskattas till 15 500–45 000 vuxna individer.

## Namn
Fågelns vetenskapliga artnamn hedrar Odoardo Beccari (1843-1920), italiensk botaniker, upptäcktsresande och samlare av specimen i Ostindien och på Nya Guinea.